# Blood, Tears & Gold
Blood, Tears & Gold — песня британского дуэта Hurts из дебютного альбома группы «Happiness». Релиз сингла 7 октября 2011 года.

## Видеоклип
Клип на Blood, Tears & Gold является второй самостоятельной видеоработой Hurts, видео было выложено на YouTube 10 января 2010 года. Клип транслируется на немецком MTV.

## Список композиций
- Германия (CD single)

1. «Blood, Tears & Gold» – 4:18
2. «Blood, Tears & Gol» (Lotus Eaters On My Mind remix by Pantha du Prince) – 11:00

- Германия (digital download)

1. «Blood, Tears & Gold» (Moonbootica remix) – 5:44

## Коллектив
- Музыка – Hurts, David Sneddon, James Bauer-Mein